# Richard E. Grant
Richard E. Grant (születési nevén Richard Grant Esterhuysen, Mbabane, Szváziföld, 1957. május 5. –) szváziföldi-angol színész, 
műsorvezető.

## Élete
Richard Grant Esterhuysen néven született Mbabane-ban. Leonne és Henrik Esterhuysen gyermeke. Angol, holland és német felmenőkkel rendelkezik. Van egy testvére, Stuart, akivel nincs jó kapcsolatban; elmondása szerint "sosem volt kapcsolatuk".
A Mbabane-i St. Mark's általános iskolába járt. Amikor 10 éves volt, szemtanúja volt annak, hogy az anyja házasságtörést követ el az apja legjobb barátjával egy autóban; ez az esemény a szülei válásához vezetett. Ennek az eseménynek hatására kezdett el naplót vezetni, amelyet a mai napig folytat.
A Mbabane közeli Waterford Kamhlaba United World College of Southern Africa iskolában folytatta tanulmányait. Angolt és drámát tanult. Mikor felnőtt korában Angliába költözött, felvette jelenlegi művésznevét.

## Magánélete
1986-ban házasodott össze Joan Washingtonnal. Két gyermekük született, Olivia és Tom. Washington 2021. szeptember 2-án elhunyt, miután tüdőrákkal diagnosztizálták.
Absztinens; teste nem bírja az alkoholt.
Rajong Barbra Streisandért.
2008-ban a The Times-nak adott interjújában elmondta, hogy ateista.

## Filmográfia

### Film
| Év   | Magyar cím                                | Eredeti cím                                     | Szerep                                   | Magyar hang                           |
| ---- | ----------------------------------------- | ----------------------------------------------- | ---------------------------------------- | ------------------------------------- |
| 1987 | Mi ketten                                 | Withnail and I                                  | Withnail                                 | Alföldi Róbert                        |
| 1987 | A rejtett város                           | Hidden City                                     | Brewster                                 |                                       |
| 1989 | Eladó az egész világ!                     | How to Get Ahead in Advertising                 | Denis Dimbleby Bagley                    | Lippai László                         |
| 1989 | Warlock                                   | Warlock                                         | Giles Redferne                           | Juhász Zoltán                         |
| 1990 | A Hold hegyei                             | Mountains of the Moon                           | Larry Oliphant                           | Kassai Károly                         |
| 1990 |                                           | Killing Dad                                     | Ali Berg                                 |                                       |
| 1990 | Henry és June                             | Henry & June                                    | Hugo Guiler                              | Haás Vander Péter                     |
| 1991 | L.A. Story – Az őrült város               | L.A. Story                                      | Roland Mackey                            | 1. Hirtling István 2. Szakácsi Sándor |
| 1991 | Hudson Hawk – Egy mestertolvaj aranyat ér | Hudson Hawk                                     | Darwin Mayflower                         | Bardóczy Attila                       |
| 1992 | A játékos                                 | The Player                                      | Tom Oakley                               | Kerekes József                        |
| 1992 | Drakula                                   | Bram Stoker's Dracula                           | Dr. Jack Seward                          | Faragó József                         |
| 1993 | Az ártatlanság kora                       | The Age of Innocence                            | Larry Lefferts                           | Wohlmuth István                       |
| 1993 |                                           | Franz Kafka's It's a Wonderful Life (rövidfilm) | Franz Kafka                              |                                       |
| 1994 | Pret-a-porter – Divatdiktátorok           | Prêt-à-Porter                                   | Cort Romney                              | Schlanger András                      |
| 1995 | Jack és Sarah                             | Jack and Sarah                                  | Jack                                     | Csankó Zoltán                         |
| 1996 | Fényes nappal történt                     | The Cold Light of Day                           | Victor Marek                             |                                       |
| 1996 | Egy hölgy arcképe                         | The Portrait of a Lady                          | Lord Warburton                           | Hirtling István                       |
| 1996 | Vízkereszt                                | Twelfth Night: Or What You Will                 | Sir Andrew Aguecheek                     | Sörös Sándor                          |
| 1997 | A kígyó csókja                            | The Serpent's Kiss                              | James Fitzmaurice                        | Háda János                            |
| 1997 | Vidám háború                              | Keep the Aspidistra Flying                      | Gordon Comstock                          |                                       |
| 1997 | A szerelem étke                           | Food of Love                                    | Alex Salmon                              | Bán János                             |
| 1997 |                                           | Spice World                                     | Clifford                                 |                                       |
| 1998 | A szerelem mindenek előtt                 | St. Ives                                        | Farquhar Chevening őrnagy                |                                       |
| 1999 | Kocsmapárharc                             | The Match                                       | Gorgeous Gus                             | Végh Péter                            |
| 2000 | A csodatevő                               | The Miracle Maker                               | Keresztelő János (hangja)                |                                       |
| 2000 |                                           | The Little Vampire                              | Frederick Sackville-Bagg                 |                                       |
| 2001 | Kacsamese                                 | Hildegarde                                      | farkas                                   |                                       |
| 2001 | Gosford Park                              | Gosford Park                                    | George                                   | Lux Ádám                              |
| 2003 |                                           | Monsieur N.                                     | Hudson Lowe                              |                                       |
| 2003 | Fiatalság, bolondság                      | Bright Young Things                             | Rothschild atya                          |                                       |
| 2004 |                                           | Tooth                                           | Jarvis Jarvis                            |                                       |
| 2004 |                                           | The Story of an African Farm                    | Bonaparte Blenkins                       |                                       |
| 2005 |                                           | Wah-Wah                                         | N/A                                      |                                       |
| 2005 | A halott menyasszony                      | Corpse Bride                                    | Lord Barkis Bittern (hangja)             | Szersén Gyula                         |
| 2005 | Kubrick menet                             | Colour Me Kubrick                               | Jasper                                   | Németh Gábor                          |
| 2006 | Garfield 2.                               | Garfield: A Tail of Two Kitties                 | Preston (hangja)                         | Mikó István                           |
| 2006 | Édes kis malackám                         | Penelope                                        | Franklin Wilhern                         | Kőszegi Ákos                          |
| 2007 |                                           | Always Crashing in the Same Car                 | James Booth                              |                                       |
| 2008 | Mocsok és bölcsesség                      | Filth and Wisdom                                | Flynn professzor                         |                                       |
| 2008 |                                           | The Garden of Eden                              | Philip Boyle ezredes                     |                                       |
| 2009 | Szerelemlecke                             | Cuckoo                                          | Julius Greengrass professzor             | Jakab Csaba                           |
| 2009 |                                           | Love Hurts                                      | Ben Bingham                              |                                       |
| 2010 |                                           | Jackboots on Whitehall                          | Campbell Babbitt (hangja)                |                                       |
| 2010 |                                           | 1st Night                                       | Adam Drummond                            |                                       |
| 2010 | Diótörő 3D                                | The Nutcracker in 3D                            | Atya                                     | Hirtling István                       |
| 2011 |                                           | The Last Fashion Show                           | Federico Marinoni                        |                                       |
| 2011 |                                           | Foster                                          | Mr Potts                                 |                                       |
| 2011 | Rosszcsont Peti: A mozifilm               | Horrid Henry the Movie                          | Vic Van Wrinkle                          |                                       |
| 2011 |                                           | How to Stop Being a Loser                       | Ian                                      |                                       |
| 2011 | A Vaslady                                 | The Iron Lady                                   | Michael Heseltine                        | Csuha Lajos                           |
| 2012 | Zambézia                                  | Zambezia                                        | Cecil (hangja)                           | Végh Péter                            |
| 2012 |                                           | Kath & Kimderella                               | Alain                                    |                                       |
| 2013 | Időről időre                              | About Time                                      | Ügyvéd a színházi darabban (cameoszerep) | Gubányi György István                 |
| 2013 | Khumba                                    | Khumba                                          | Struccancs (hangja)                      | Józsa Imre                            |
| 2013 | Dom Hemingway                             | Dom Hemingway                                   | Dickie Black                             | Haás Vander Péter                     |
| 2014 | A királynőért és a hazáért                | Queen and Country                               | Cross őrnagy                             |                                       |
| 2016 | Jackie                                    | Jackie                                          | William Walton                           | Bognár Tamás                          |
| 2016 |                                           | Their Finest                                    | Roger Swain                              |                                       |
| 2017 | Logan – Farkas                            | Logan                                           | Zander Rice                              | Hirtling István                       |
| 2017 | Sokkal több mint testőr                   | The Hitman's Bodyguard                          | Mr. Seifert                              | Csík Csaba Krisztián                  |
| 2018 | Megbocsátasz valaha?                      | Can You Ever Forgive Me?                        | Jack Hock                                | Schnell Ádám                          |
| 2018 | A diótörő és a négy birodalom             | The Nutcracker and the Four Realms              | Shiver                                   | Schnell Ádám                          |
| 2019 |                                           | Palm Beach                                      | Billy                                    |                                       |
| 2019 | Star Wars IX. rész – Skywalker kora       | Star Wars: The Rise of Skywalker                | Enric Pryde rendfőtábornok               | Gáspár Sándor                         |
| 2021 |                                           | Earwig and the Witch                            | The Mandrake (angol szinkron)            |                                       |
| 2021 |                                           | The Spine of Night                              | Az őrző                                  |                                       |
| 2021 | Sokkal több mint testőr 2.                | Hitman's Wife's Bodyguard                       | Mr. Seifert                              | Dévai Balázs                          |
| 2021 | Mindenki Jamie-ről beszél                 | Everybody's Talking About Jamie                 | Hugo Battersby/Loco Chanelle             |                                       |
| 2022 | Meggyőző érvek                            | Persuasion                                      | Sir Walter Elliot                        | Hirtling István                       |
| 2023 |                                           | The Lesson                                      | J.M. Sinclair                            |                                       |
| 2023 | Saltburn                                  | Saltburn                                        | Sir James                                | Hirtling István                       |
| 2024 | Argylle: A szuperkém                      | Argylle                                         | Fowler                                   | Epres Attila                          |

### Televízió
| Év              | Magyar cím                        | Eredeti cím                                 | Szerep                             | Megjegyzések                                  |
| --------------- | --------------------------------- | ------------------------------------------- | ---------------------------------- | --------------------------------------------- |
| 1983            |                                   | Sweet Sixteen                               | Anton                              | 1 epizód                                      |
| 1985, 1989      |                                   | Screen Two                                  | Moonee Livingstone / David Dunhill | 2 epizód                                      |
| 1988            |                                   | Codename: Kyril                             | Sculby                             | 4 epizód                                      |
| 1988            |                                   | Diebe in der Nacht                          | Joseph                             | tévéfilm                                      |
| 1993            |                                   | Great Performances: Suddenly Last Summer    | George Holly                       | különkiadás                                   |
| 1993            |                                   | The Legends of Treasure Island              | Long John Silver (hang)            | 8 epizód                                      |
| 1994            | Pusszantlak, drágám!              | Absolutely Fabulous                         | Justin                             | 1 epizód                                      |
| 1994            |                                   | Hard Times                                  | James Harthouse                    | 3 epizód                                      |
| 1996            |                                   | Karaoke                                     | Nick Balmer                        | 4 epizód                                      |
| 1996            |                                   | Cold Lazarus                                | Nick Balmer                        | 2 epizód                                      |
| 1997            |                                   | A Royal Scandal                             | IV. György                         | tévéfilm                                      |
| 1997–1998       |                                   | Captain Star                                | Jim Star kapitány (hang)           | 14 epizód                                     |
| 1999–2000       |                                   | The Scarlet Pimpernel                       | Sir Percy Blakeney                 | 6 epizód                                      |
| 1999            |                                   | Doctor Who and the Curse of Fatal Death     | The Conceited Doctor               | különkiadás                                   |
| 1999            |                                   | Let Them Eat Cake                           | Monsieur Vigée-Lebrun              | 1 epizód                                      |
| 1999            |                                   | Trial & Retribution III                     | Stephen Warrington                 | 2 epizód                                      |
| 1999            | Karácsonyi ének                   | A Christmas Carol                           | Sculby                             | tévéfilm magyar hangja Kautzky Armand         |
| 2002            | Sherlock Holmes esete a gonosszal | Sherlock: Case of Evil                      | Mycroft Holmes                     | tévéfilm                                      |
| 2002            | A sátán kutyája                   | The Hound of the Baskervilles               | Jack Stapleton                     | tévéfilm magyar hangja Németh Gábor           |
| 2003            |                                   | Posh Nosh                                   | Simon Marchmont                    | 8 epizód                                      |
| 2004            | Frasier – A dumagép               | Frasier                                     | Stephen Moon                       | 1 epizód                                      |
| 2004            |                                   | 90 Days in Hollywood                        | narrátor                           | tévéfilm                                      |
| 2004            |                                   | The Story of Bohemian Rhapsody              | narrátor                           | tévéfilm                                      |
| 2005            |                                   | Home Farm Twins                             | Paul Baker                         | 1 epizód                                      |
| 2006            |                                   | That'll Teach 'Em: Boys Versus Girls        | narrátor                           | 5 epizód                                      |
| 2006            |                                   | Above and Beyond                            | Don Bennett                        | 2 epizód                                      |
| 2007            | Agatha Christie: Marple           | Agatha Christie's Marple                    | Raymond West                       | 1 epizód magyar hangja Hirtling István        |
| 2007            |                                   | Dalziel and Pascoe                          | Lee Knight                         | 1 epizód                                      |
| 2007            |                                   | Roald Dahl's Revolting Rule Book            | önmaga                             | különkiadás                                   |
| 2008            |                                   | Mumbai Calling                              | Benedict T. Harlow                 | 1 epizód                                      |
| 2009            |                                   | Freezing                                    | Richard                            | 1 epizód                                      |
| 2011            | A bíbor szirom és a fehér         | The Crimson Petal and the White             | Dr Curlew                          | 1 epizód magyar hangja Rosta Sándor           |
| 2011            |                                   | Rab C. Nesbitt                              | Chingford Steel                    | 1 epizód                                      |
| 2011            |                                   | Rev.                                        | Marcus                             | 1 epizód                                      |
| 2012–2014       |                                   | Richard E. Grant's Hotel Secrets            | önmaga                             | műsorvezető                                   |
| 2012            |                                   | Playhouse Presents                          | Stephen / Tony                     | 2 epizód                                      |
| 2012            |                                   | The Fear                                    | Seb Whiting                        | 1 epizód                                      |
| 2012            |                                   | The History of Safari with Richard E. Grant | önmaga                             | műsorvezető                                   |
| 2012–2013, 2024 | Ki vagy, doki?                    | Doctor Who                                  | Dr Simeon / A jo intelligencia     | 4 epizód                                      |
| 2013            |                                   | The Riviera: A History in Pictures          | önmaga                             | 2 epizód                                      |
| 2014            | Csajok                            | Girls                                       | Jasper                             | 4 epizód                                      |
| 2014            | Downton Abbey                     | Downton Abbey                               | Simon Bricker                      | 4 epizód                                      |
| 2014            |                                   | Psychobitches                               | Matthew Hopkins                    | 1 epizód                                      |
| 2015            | Az ősi prófécia                   | Dig                                         | Ian Margrove                       | 9 epizód magyar hangja Kautzky Armand         |
| 2015            |                                   | Wellington: The Iron Duke Unmasked          | Wellington                         | tévéfilm                                      |
| 2015            | Jekyll és Hyde                    | Jekyll and Hyde                             | Sir Roger Bulstrode                | 9 epizód magyar hangja Lux Ádám               |
| 2016            | Trónok harca                      | Game of Thrones                             | Izembaro                           | 3 epizód                                      |
| 2016            | Az utolsó sárkányölő              | The Last Dragonslayer                       | sárkány (hang)                     | tévéfilm                                      |
| 2018            | Távterápia                        | Hang Ups                                    | Leonard Conrad                     | 5 epizód magyar hangja Hirtling István        |
| 2019            | A balszerencse áradása            | A Series of Unfortunate Events              | A szakállas, de haj nélküli férfi  | 3 epizód                                      |
| 2019–2020       | Tuca és Bertie                    | Tuca & Bertie                               | Holland (hang)                     | 9 epizód                                      |
| 2020            |                                   | Dispatches from Elsewhere                   | Octavio Coleman                    | 10 epizód                                     |
| 2021            |                                   | Agatha and Poirot: Partners in Crime        | önmaga                             | műsorvezető                                   |
| 2021            | Loki                              | Loki                                        | Klasszikus Loki                    | 2 epizód magyar hangja Hirtling István        |
| 2021            | Törvényen kívül                   | The Outlaws                                 | gróf                               | 2 epizód                                      |
| 2021            |                                   | Write Around the World                      | önmaga                             | műsorvezető                                   |
| 2021            |                                   | Blankety Blank                              | önmaga                             | műsorvezető                                   |
| 2021–2023       | Alagi                             | Moley                                       | Kertész (hang)                     | 8 epizód magyar hangja Tarján Péter           |
| 2022            |                                   | Suspect                                     | Harry                              | 8 epizód                                      |
| 2024            | A franchise                       | The Franchise                               | Peter Fairchild                    | 8 epizód magyar hangja Schnell Ádám           |
| 2024            |                                   | RuPaul's Drag Race: UK vs. the World        | önmaga                             | 1 epizód                                      |
| 2024            | A Simpson család                  | The Simpsons                                | Julian (hangja)                    | 1 epizód                                      |
| 2024            |                                   | Nautilus                                    | White Rajah                        | 2 epizód                                      |
| 2025            | Túl sok                           | Too Much                                    | Jonno Ratigan                      | - 6 epizód - magyar hangja: - Hirtling István |